# Kun-Woo Paik
Kun-woo Paik (Seúl, 10 de marzo de 1946) es un pianista clásico surcoreano, radicado en París desde 1974.

## Vida
Nacido de padre violinista y madre profesora de piano, Kun Woo Paik dio su primer concierto a la edad de diez años con la Orquesta Nacional de Corea tocando el difícil Concierto para piano de Grieg. En los años siguientes, tocó muchas obras importantes en Corea, incluidos varios estrenos en su país, incluidos los Cuadros de una exposición de Músorgski. A los quince años, en 1961, en Nueva York, participó en el Concurso para directores Dmitri Mitropoulos y obtuvo un premio especial Después perfecionó piano en la Juilliard School de Nueva York con Rosina Lhévinne (1965-1971), en Londres con Ilona Kabós y en Italia con Guido Agosti y Wilhelm Kempff Kun Woo Paik también fue ganador de los concursos Busoni (1969) y Naumburg (Nueva York, 1971)
Paik reside en París con su esposa, la actriz Yoon Jeong-hee desde 1974. Yoon es una estrella de finales de la década de 1960, comúnmente conocida como " primera troika por los medios de Corea del Sur, con las dos actrices rivales, Moon Hee y Nam Jeong-im. La pareja tuvo una hija que es violinista.

## Carrera
Hizo su debut en Nueva York bajo la dirección de James Conlon en 1972. Desde entonces, a lo largo de los años, Kun Woo Paik ha dado recitales en importantes centros musicales como el Lincoln Center, el Carnegie Hall, el Wigmore Hall y la Filarmónica de Berlín. Ha tocado con orquestas como la Orquesta Sinfónica de Londres, Orquesta Sinfónica de la BBC (Proms 1987), la Orquesta Sinfónica de Pittsburgh, Orquesta Nacional Rusa, Orquesta Filarmónica de San Petersburgo, la Orquesta de París, la Orquesta Nacional de Francia, la Orquesta de Cámara de París, Rai Torino, la Orquesta Filarmónica Nacional de Varsovia, la Orquesta de Cámara Inglesa y la Orquesta de la Radio Polaca. Ha tocado bajo la batuta de directores de orquesta como Mariss Jansons, Neville Marriner, Lawrence Foster, Mijaíl Pletniov, Dmitri Kitaienko, James Conlon, John Nelson y Eliahu Inbal. También es artista invitado en muchos festivales como Berlin Festwochen, de Aix-en-Provence, La Roque d'Antheron, Colmar, de Spoleto, de Aldeburgh, Mostly Mozart (Nueva York) y de Ravinia (cerca de Chicago), recorriendo Australia, Nueva Zelanda, Asia e Italia.
Su repertorio es muy variado y amplio desde Bach hasta Stockhausen e incluye obras raras como el Concierto para piano de Busoni, las Fantasías para piano y orquesta de Fauré y Liszt, la Fantasía sobre temas de Lélio de Berlioz. Kun Woo Paik también ha interpretado una selección de transcripciones de Liszt y Berlioz y el Concierto para piano de Suk-Hi Kang dedicado él.
Paik grabó los conciertos para piano completos de Prokófiev bajo la dirección de Antoni Wit con la Orquesta de la Radio Polaca para el sello RCA, disco que recibió un Diapason d'or en 1993; los conciertos completos para piano de Rachmaninoff con Vladímir Fedoséyev y la Orquesta de la Radio de Moscú (BMG), así como varios discos de piezas para piano de Skriabin, Liszt, Músorgski, Rachmaninoff y Mendelssohn. En 2000, firmó un contrato exclusivo con el sello Decca Classics. Su primer disco consistió en transcripciones para piano de Busoni de obras para órgano de Bach. Siguió un disco Fauré que recibió buenas críticas por parte de la prensa especializada, siendo considerado uno de los principales intérpretes de la música francesa. Entre 2005 y 2007, en Decca, grabó las sonatas para piano completas de Beethoven.
Fue director artístico del Festival de Música Côte d'Émeraude en Dinard, durante 21 años, desde 1995 hasta 2014. Ha programado una oferta musical, que va desde la música barroca, pasando por la música romántica, hasta el repertorio de la música contemporánea, con los mejores artistas internacionales, destinada, en particular, a conciertos gratuitos al aire libre, conciertos para niños y conciertos con jóvenes virtuosos.  En noviembre de 2014  fue destituido de este cargo por la alcaldesa de Dinard, Martine Craveia-Schütz, y fue reemplazado por el pianista egipcio Ramzi Yassa. Kun Woo Paik expresó en una larga carta a la alcaldesa de Dinard, su "asombro y profunda tristeza". 
En septiembre de 2000 fue el primer artista coreano invitado oficialmente a actuar en China.

## Premios y reconocimientos
- En 1969 ganó la Medalla de oro del Concurso Internacional de Piano Ferruccio Busoni (1969) Único premio desde la creación del concurso.
- En 1971 recibió el Premio del Concurso Internacional Walter Naumburg de Nueva York.
- En 2000 fue galardonado con el Premio Ho-Am de Arte de Corea.
- En 2000 fue nombrado Caballero de la Orden de las Artes y las Letras de Francia.
- En 2010 fue condecorado con la Orden del Mérito Cultural de Corea.[7]

## Discografía selecta
- 1970 – Debussy: Obras para piano (Parlophone 724356175723).
- 1972 – Ravel: Gaspard de la nuit; Miroirs (Arlequín (2) 3803).
- 1983 – Ravel: Conciertos para piano. Orquesta Sinfónica de la Radio de Stuttgart, Gary Bertini (Pro Arte Sinfonía)
- 1991 – Prokófiev: Conciertos para piano. Orquesta de la Radio Polaca. Disco de Oro, Premio de la Academia Nuevo Disco (2CD Naxos)
- 1991 – Liszt, Poulenc, Debussy, Satie (enero 1990, 2CD Virgin Classics). OCLC 885411930
- 1991 – Ravel: Obras para piano (Dante). Diapason d'or.
- 1992 – Mendelssohn: Romanzas sin palabras, selección (Dante PSG9331). Diapason d'or.
- 1992 – Rachmaninoff: Conciertos para piano; Rapsodia sobre un tema de Paganini (RCA).
- 1992 – Rachmaninoff: Sonatas para piano n.º 1 y 2 (Dante PSG9327). Diapason d'or.
- 1992 – Prokófiev: Sonatas para piano n.º 6, 7 y 8 (Dante PSG9124). Diapason d'or.
- 1992 – Ravel: Obras para piano (Dante PSG9123/4).
- 1992 – Scriabin: Sonatas para piano n.º 2 y 10, Preludio Op. 11 (Dante PSG9115). Diapason d'or.
- 1992 – Scriabin: Sonatas para piano n.º 6 y 9; Impromptus, Valses (Dante PSG9125). Diapason d'or.
- 1993 – Schmitt: Tres rapsodias para 2 pianos, Op. 53. Huseyin Sermet (Auvidis).
- 1994 – Prokófiev: Conciertos para piano.
- 1996 – Scriabin: Obras para piano.
- 1998 – Rachmaninoff: Obras para piano y orquesta.
- 1998 – Mendelssohn: Romanzas sin palabras.
- 2000 – Bach, transcripciones de Busoni: Toccata BWV 564, 10 preludios corales, Chaconne BWV 1004 (Decca).
- 2000 – Liszt, Debussy, Poulenc & Satie (EMI).
- 2001 – D'Indy: Trío op. 98. Jacques Prat, violín; Emmanuel Gaugue, violonchelo (1991, Naïve). OCLC 811458382
- 2001 – Hahn: Obras para 2 pianos. Hüseyin Sermet (juin 1991, Naïve V4902). OCLC 743107461
- 2002 – Fauré: Obras para piano (Decca 470 246-2). OCLC 872179354
- 2003 – Chopin: Obras completas para piano y orquesta. Orquesta Filarmónica de Varsovia, Antoni Wit (Decca).
- 2005 – Beethoven': Sonatas para piano n.º 16 a 26 (Decca).
- 2006 – Beethoven: Sonatas para piano n.º 1 a 15 (Decca).
- 2007 – Beethoven: Sonatas para piano n.º 27 a 32 (Decca).
- 2008 – Beethoven: Sonatas para piano completas. Publicado en Corea.
- 2010 – Brahms': Concierto para piano n.º 1; Variaciones. Orquesta Filarmónica Checa, Eliahu Inbal (GM).
- 2012 – Brahms: Intermezzi (director general).
- 2013 – Schubert: Impromptus; Drei Klavierstucke; Momentos musicales (DG).
- 2019 – Chopin: Nocturnos completos (DG DG40230).
- 2020 – Schumann (DG 00028948551460).